# Pepa Jaeschke
Elena Pepa Jaeschke (* 26. Mai 1994 in Bergisch Gladbach) ist eine deutsche Fußballspielerin. 

## Karriere

### Vereine
Jaeschke begann in Rösrath im Rheinisch-Bergischen Kreis für den im Stadtteil Hoffnungsthal ansässigen Mehrspartensportverein TV Hoffnungsthal mit dem Fußballspielen – als Torhüterin. In die Jugendmannschaft von Bayer 04 Leverkusen gelangt, war sie für diese in der Saison 2009/10 aktiv.
In der Saison 2010/11 gehörte sie 16-jährig bereits dem Kader des Bundesligisten an. Bevor sie zu ihrem Bundesligadebüt am 31. Oktober 2010 (11. Spieltag) – bei der 1:4-Niederlage im Heimspiel gegen den SC 13 Bad Neuenahr für die verletzte Lisa Schmitz in der 46. Minute eingewechselt – kam, hatte sie bereits sechs von sieben Saisonspielen für die Zweitvertretung in der drittklassigen Regionalliga West bestritten, in der sie zum Saisonstart am 29. August 2010 beim 2:0-Sieg im Auswärtsspiel gegen den FC Sankt Augustin ihr Seniorinnendebüt gegeben hatte.
Nachdem sie bis zum Saisonende 2012/13 noch fünfmal für die erste und achtmal für die zweite Mannschaft Punktspiele bestritten hatte, verließ sie den Verein.
In der Saison 2015/16 trat sie für den SC Opel Rüsselsheim, dem sie sich bereits im Juli 2014 angeschlossen hatte, in 22 Punktspielen in der drittklassigen Regionalliga Süd in Erscheinung.
In der Saison 2019/20 gehörte sie dem TSV Schott Mainz in der Regionalliga Südwest an, für den sie einzig am 13. Oktober 2019 (8. Spieltag) bei der 0:2-Niederlage im Auswärtsspiel gegen die Zweitvertretung des 1. FC Saarbrücken spielte.
Von 2020 bis 2022 bestritt sie 13 Punktspiele für den Ligakonkurrenten Wormatia Worms bevor sie sich ins Rheinland begab. Seit dem 1. Juli 2022 ist sie Vertragsspielerin des in der Regionalliga West spielenden SC Fortuna Köln.

### Nationalmannschaft
Jaeschke debütierte als Nationalspielerin für die U16-Nationalmannschaft, die das Länderspiel gegen die U16-Nationalmannschaft Finnlands am 8. Juli 2010 im Turnier um den Nordic-Cup mit 3:2 gewann. Der Mannschaft, die im Finale gegen die US-amerikanische U16-Nationalmannschaft mit 0:2 unterlegen war, gehörte sie spielerisch nicht an. Am 14. Dezember 2010 gewann sie mit der U-17-Nationalmannschaft das Testspiel gegen die U17-Nationalmannschaft Israels mit 4:1.

## Erfolge
- Finalist U16-Nordic-Cup
- WFLV-Futsal-Meister 2010